# 周文謨 (明朝)
周文謨（16世紀—1600年），字太白，號五禾，晚明官員。江西吉安府永新縣人。

## 生平
五月十一日生，治易经。周文謨於萬曆十九年（1591年）考中辛卯科江西鄉試第四十四名舉人，萬曆二十三年（1595年）中式乙未科朱之蕃榜三甲第六十四名進士，刑部觀政，本年六月授順天府固安知縣。任內修築河堤，鼓勵民眾開墾荒地。因積勞成疾，年僅三十餘歲而病卒。清同治《永新縣志》有傳。

## 家族
曾祖周略。祖周孔章。父周士著。母尹氏。具庆下。兄定謨、師謨、淑謨。弟宏謨（庠生）。娶彭氏，子之冠、之先、之魁。